# 和田萃
和田 萃（わだ あつむ、1944年2月17日 - ）は、日本の歴史学者。日本古代史専攻。学位は、文学博士（京都大学・1997年）（学位論文「日本古代の儀礼と祭祀・信仰」）。京都教育大学名誉教授。専門は日本古代史。

## 略歴
1944年、満洲国遼陽市で生まれた。生後間もなく日本に戻り、奈良県磯城郡田原本町で育った。京都大学文学部を卒業し、同大学院文学研究科（国史学専攻）に進学。1972年に博士後期課程を中退し、京都大学助手に就いた。
1975年、京都教育大学講師となった。1977年に助教授、1988年に教授昇格。2007年に京都教育大学を定年退任し、名誉教授となった。1997年、学位論文『日本古代の儀礼と祭祀・信仰』を京都大学に提出して文学博士の学位を取得。奈良県高市郡高取町吉備に在住し、長く奈良県立橿原考古学研究所指導研究員を務めている。歌人としては、前登志夫主宰「ヤママユ」の同人。

## 研究内容・業績
日本古代史を専門とし、古代の思想や文化について研究を進めた。『古事記』『日本書紀』などの従来からの文献史料のみならず、木簡など新たな出土資料についても調査研究にあたった。大学院生時代から考古学研究会に所属し、考古学にも通じている。

## 著書
単著
- 『古墳の時代』<大系日本の歴史 2> 小学館 1987
  - 文庫
- 『日本古代の儀礼と祭祀・信仰』塙書房 1995
- 『飛鳥－歴史と風土を歩く』岩波新書 2003
- 『図説 飛鳥の古社を歩く―飛鳥・山辺の道』<ふくろうの本> 河出書房新社 2007
- 『歴史の道を行く 橿原市内に息づく古道を訪ねて』橿原市企画調整部企画政策課 2009
- 『ヤマト国家の成立 雄略朝と継体朝の政権』<新・古代史検証日本国の誕生> 文英堂 2010
- 『大和路古事記を巡る』奈良新聞社 2013
- 『古代大和を歩く』（歴史の旅）吉川弘文館 2013

編著
- 『大神と石上 神体山と禁足地』 筑摩書房 1988
- 『熊野権現―熊野詣・修験道』筑摩書房 1988
- 『飛鳥学総論』河上邦彦・菅谷文則共編, 人文書院 1996
- 『古代を考える 山辺の道 古墳・氏族・寺社』吉川弘文館 1999
- 『聖徳太子伝説 斑鳩の正体』<史話日本の古代 5> 作品社 2003